# Togo címere

Togo címere

Togo címere egy sárga pajzs, amelyet két oldalt egy-egy vörös színű oroszlán tart, amelyek mancsaiban íj és nyílvessző van. A pajzs felett két nemzeti zászló, azok felett pedig egy szalagon az ország mottója látható: „Travail, Liberté, Patrie” (Munka, szabadság, haza).

## Története
A címert eredeti változatában 1962-ben fogadták el, legutóbb 1980-ban módosították.